# Амортизация (бухгалтерия)
Амортиза́ция (через фр. amortir — «ослаблять, смягчать», от лат. amortisatio — «ослабление») в бухгалтерском учёте — процесс переноса по частям стоимости основных средств и нематериальных активов по мере их физического или морального износа на себестоимость производимой продукции (работ, услуг).
В процессе производства ряд ресурсов (оборотный капитал — труд, сырьё, электричество, ГСМ) полностью преобразуется или уничтожается при каждом производственном цикле. Их стоимость полностью входит (переносится) в состав себестоимости конечной продукции. Другая часть ресурсов (основные средства — оборудование, здания, сооружения, земля, животные, сады), участвует в нескольких производственных циклах, зачастую длительно сохраняя при этом свою натуральную форму. Но через некоторое время основные средства будут нуждаться в ремонте, модернизации или замене, в том числе из-за морального износа. Вполне очевидно, что стоимость основных средств, их ремонта или замены должна равномерно переноситься на себестоимость всей продукции, в выпуске которой они принимают участие. Так как точно определить это количество крайне трудно или невозможно, обычно исходят из нормативного срока службы. Например, если станок без ремонта должен проработать 10 лет, то каждый год на продукцию надо перенести 1/10 стоимости станка (или 1/120 в месяц). Эту долю стоимости основных средств, распределённую на оговорённый период, и называют амортизацией. Для целей упрощения и стандартизации учёта, основные средства группируются и для каждой группы устанавливается свой норматив амортизационных отчислений.
Из амортизационных отчислений формируется специальный фонд, который используется для замены, модернизации или ремонта основных средств.

## Терминология
Амортизационные отчисления — отчисления части стоимости основных фондов для возмещения их износа. Амортизационные отчисления включаются в издержки производства или обращения. Производятся коммерческими организациями на основе установленных норм и балансовой стоимости основных фондов, на которые начисляется амортизация.
Амортизационные отчисления производятся по определённым нормам относительно балансовой стоимости объекта основных фондов. Чтобы найти амортизационный период, надо 100 разделить на норму амортизации.
Норма амортизации — это установленный годовой процент возмещения стоимости изношенной части основных средств.

## Амортизация в российской практике

### История
Понятия «амортизация» и «износ» появились в конце 1930-х годов. С этого момента, и до 90-х годов XX века, износ трактовался как утрата объектом стоимости (сначала признавался только физический износ, и только потом, значительно позднее, стал признаваться помимо физического также и моральный износ), а амортизация трактовалась как накопление средств для ремонта и возобновления (реновации) объекта. В таком виде разделение износа и амортизации просуществовало вплоть до начала 90-х годов XX века, когда под амортизацией стали уже понимать постепенное перенесение стоимости внеоборотных активов (то есть, объектов основных средств и/или нематериальных активов) на себестоимость создаваемой продукции (товаров, работ, услуг), а под износом — изменение характеристик самого объекта. Счёт амортизационного фонда был исключён из плана счетов бухгалтерского учёта в 1991 году, стал использоваться счёт учёта износа, который в скором времени был переименован в счёт учёта начисленной амортизации.

### Амортизация в бухгалтерском учёте
Согласно российским стандартам бухгалтерского учёта (ФСБУ 6/2020), существуют три способа начисления амортизации для бухгалтерского учёта по объектам основных средств:
- Линейный способ — происходит равномерное начисление амортизации с первоначальной до остаточной стоимости (в конце срока службы) в течение всего срока использования. Текущая остаточная стоимость определяется вычитанием суммарной накопленной амортизации основного средства из первоначальной стоимости.
- Способ уменьшаемого остатка — производится таким образом, чтобы суммы амортизации объекта основных средств за одинаковые периоды уменьшались по мере истечения срока полезного использования этого объекта. При этом организация самостоятельно определяет формулу расчёта суммы амортизации за отчётный период, обеспечивающую систематическое уменьшение этой суммы в следующих периодах.
- Способ списания стоимости пропорционально количеству продукции (работ) — амортизация начисляется на основе какого-либо натурального показателя (например, машино-час использования оборудования)[4]
- Списание стоимости пропорционально объёму продукции (работ, услуг). Начисление амортизации производится исходя из натурального показателя объёма продукции (работ) в отчётном периоде и соотношения первоначальной стоимости объекта основных средств и предполагаемого объёма продукции (работ) за весь срок полезного использования объекта основных средств.

### Амортизация в налоговом учёте
Данный термин употребляется в аналогичном значении и в налоговом учёте, представляя собой законодательно установленные лимиты амортизационных отчислений, учитываемых в составе расходов, позволяющих сократить налогооблагаемую базу налога на прибыль.
В соответствии с действующим российским налоговым законодательством (глава 25 Налогового кодекса РФ) для целей налогового учёта имущество подразделяется на амортизируемое и неамортизируемое. К амортизируемому имуществу относят имущество предприятия, организации и предпринимателя, представленное в виде результатов интеллектуальной деятельности, имущества, или иных объектов интеллектуальной собственности, которые находятся у налогоплательщика на праве собственности, используются им для извлечения дохода. В отличие от неамортизируемого имущества его стоимость погашается путём начисления амортизации.
Имущество признаётся амортизируемым если его срок службы больше 12 месяцев и его первоначальная стоимость более 100 тыс. руб. (до 1 января 2016 года — более 40 тыс. руб.). В соответствии со сроками полезного использования амортизируемого имущества его распределяют по амортизационным группам, у каждой из которых свой срок полезного использования:
- I группа — имущество со сроком полезного использования от 1 до 2 лет,
- II группа — срок полезного использования 2—3 года,
- III группа — 3—5 лет,
- IV группа — 5—7 лет,
- V группа — 7—10 лет,
- VI группа — 10—15 лет,
- VII группа — 15—20 лет,
- VIII группа — 20—25 лет,
- IX группа — 25—30 лет,
- X группа — свыше 30 лет…

Для целей российского налогового учёта по налогу на прибыль может применяться два способа начисления амортизации:
- Линейный способ
- Нелинейный способ

При этом остаточная стоимость будет находиться по формуле:
{\displaystyle Sn=S(1-0,01k)^{n}} или, пользуясь свойствами второго замечательного предела, {\displaystyle Sn=S\cdot e^{-0,01kn}}
Компания может самостоятельно выбрать метод амортизации, если иное не установлено законодательством в отношении определённых объектов. Обязательным условием является применение выбранного метода амортизации к группе однородных объектов в течение всего срока полезного использования.